# 長崎警察署
長崎警察署（ながさきけいさつしょ）は、長崎県長崎市尾上町にある長崎県警察が管轄する警察署の一つ。県筆頭の大規模署であり、署長は警視正。
2020年（令和2年）3月7日に同市桶屋町の旧庁舎から尾上町の新庁舎に移転した。

## 所在地
- 長崎市尾上町5番26号（2020年（令和2年）3月7日から）

## 管轄区域
長崎市中心部および、東長崎地区を管轄している。2020年（令和2年）4月1日 稲佐警察署の統合により、長崎市西部の一部（飽の浦・淵・福田地区）が加わった。
- 寄合町
- 丸山町
- 船大工町
- 本石灰町
- 中小島一～二丁目
- 西小島一～二丁目
- 東小島町
- 館内町
- 稲田町
- 新地町
- 十人町
- 中新町
- 籠町
- 梅香崎町
- 浜町
- 古川町
- 東古川町
- 銀屋町
- 万屋町
- 鍛冶屋町
- 油屋町
- 銅座町
- 中町
- 筑後町
- 恵美須町
- 西坂町
- 八千代町
- 尾上町
- 大黒町
- 御船蔵町
- 天神町
- 銭座町
- 宝町
- 幸町
- 目覚町

- 緑町
- 茂里町の一部(1～3番)
- 上銭座町
- 立山一～五丁目
- 八百屋町
- 玉園町
- 上町
- 西山本町
- 桜町
- 勝山町
- 古町
- 桶屋町
- 諏訪町
- 寺町
- 麹屋町
- 魚の町
- 今博多町
- 伊勢町
- 馬町
- 出来大工町
- 上西山町
- 炉粕町
- 八幡町
- 大井手町
- 浜平一～二丁目
- 中川一～二丁目
- 新中川町
- 矢の平一～四丁目
- 伊良林一～三丁目
- 本河内一～四丁目
- 鳴滝一～三丁目
- 桜馬場一～二丁目
- 上小島一～五丁目
- 桜木町
- 弥生町

- 田上一～四丁目
- 三景台町
- 早坂町
- 田手原町
- 愛宕一～四丁目
- 白木町
- 八つ尾町
- 彦見町
- 高平町
- 風頭町
- 茂木町
- 北浦町
- 宮摺町
- 大崎町
- 千々町
- 飯香浦町
- 太田尾町
- 元船町
- 出島町
- 樺島町
- 五島町
- 金屋町
- 築町
- 賑町
- 栄町
- 万才町
- 興善町
- 江戸町
- 長崎港の港湾区域[3]
- 西山一～四丁目
- 木場町
- 片淵一～五丁目
- 新大工町
- 夫婦川町
- 下西山町

- 矢上町
- 平間町
- 現川町
- 東町
- 田中町
- 高城台一～二丁目
- 芒塚町
- 宿町
- 界一～二丁目
- 網場町
- 潮見町
- 春日町
- かき道一～六丁目
- 川内町
- 上戸石町
- 戸石町
- 牧島町
- 松原町
- 古賀町
- 鶴の尾町
- 中里町
- 船石町
- つつじが丘一～五丁目
- 水の浦町
- 大谷町
- 飽の浦町
- 入船町
- 秋月町
- 塩浜町
- 岩瀬道町
- 旭町
- 大鳥町
- 丸尾町
- 平戸小屋町
- 江の浦町

- 岩見町
- 春木町
- 梁川町
- 宝栄町
- 竹の久保町
- 淵町
- 稲佐町
- 光町
- 曙町
- 弁天町
- 大浜町
- 小浦町
- 福田本町
- 木鉢町一～二丁目
- 東立神町
- 西立神町
- 西泊町
- 小瀬戸町
- みなと坂一～二丁目
- 神ﾉ島町一～三丁目
- 小江町

## 沿革
- 1874年（明治7年）10月27日 - 長崎県警察局（長崎県警察の前身）の本営が本大工町に開庁。同時に「八百屋町分営」（長崎警察署の前身）と新地町分営が設置される。
- 1875年（明治8年）
  - 12月17日
    - 長崎県警察局の外浦町への移転に伴い、旧警察局舎に八百屋町の邏卒屯所（分営）が移転し、「第一警察出張所」となる。
    - 新地町の邏卒屯所（分営）は第二警察出張所（大浦警察署の前身）となる。
- 1876年（明治9年）
  - 1月8日 - 長崎県警察局（本部）が長崎県第四課と改称。
  - 1月10日 - 長崎県第四課（本部）が長崎県警察所と改称。
- 1878年（明治11年）
  - 1月18日
    - 長崎県警察所（本部）が長崎県警察本署と改称。
    - 出張所・屯所・分屯所が警察署・分署・派出所・交番所に改められる。第一警察出張所は「長崎警察署」、第二警察出張所は長崎警察署新地分署となる。

  - 5月8日 - 長崎警察署、市街地で初めて戸口調査を実施。
- 1879年（明治12年）10月14日 - 新地分署の新地警察署への昇格に伴い、3分署（大波止・深堀・茂木）と高島派出所を新地警察署へ移管。
- 1880年（明治13年）
  - 7月16日 - 長崎県警察本署、帯剣用法並取扱心得を定め、巡査全員に帯剣させる。
  - 11月9日 - 長崎県警察本署、2署（長崎警察署と新地警察署）あてに、当分の間帯剣は廃止し、官棒の携帯を通達。
    - この通達は上記の2署に限ったものであった。その背景には、当時は治外法権であった長崎市の外国人居留地への配慮があった。
- 1884年（明治17年）12月24日 - 新地警察署が梅ヶ崎町に移転し、梅香崎警察署と改称。
- 1885年（明治18年）7月1日 - 大波止分署を梅香崎警察署に移管し、水上警察派出所に改称。
- 1886年（明治19年）8月7日 - 地方官官制の公布で、長崎県警察本署を長崎県警本部と改称。
- 1887年（明治20年）2月1日 - 長崎区内を対象とした「火災消防規則」が制定され、区内消防組は警察署長が管理することとなる。
- 1888年（明治21年）1月29日 - 長崎区内の駐在所9カ所（馬町、桶屋町、豊後町、恵美須町、大波止、材木町、新橋町、丸山町、浪之平）を巡査派出所と改称。
- 1890年（明治23年）10月 - 長崎県警本部が長崎県警察部に改称。
- 1905年（明治38年）4月 - 長崎県警察部が長崎県第四部に改称。
- 1907年（明治40年）7月 - 長崎県第四部（本部）を長崎県警察部に改称。
- 1940年（昭和15年）6月25日 - 梅香崎警察署が旧香港上海銀行長崎支店（1931年（昭和6年）に閉鎖）に移転。
- 1941年（昭和16年）12月8日 - 稲佐警察署を設置。
- 1946年（昭和21年）5月13日 - 長崎警察署襲撃事件
- 1948年（昭和23年）
  - 2月1日 - 警察法（旧警察法）施行に先立ち、準備訓練のため、国家地方警察（国警）、国警地区警察署、自治体警察署（自警）が発足。
  - 3月7日 - 警察法の施行により、国警と自警察が発足。
    - 長崎県警察部（本部）が廃止、国家地方警察長崎県本部が設置される。
    - 消防組織法の制定で、消防業務が警察より分離される。
    - 長崎市に自治体警察として「長崎市警察」が発足。（江戸町41番地、長崎市一円を管轄する）
      - 職員数 - 369（警視1、警部1、警部補15、巡査部長39、巡査291、技師・技手2、書記・書記生20）
      - 機構 - 4課（総務課、警備課、刑事課、経済防犯課）13係
      - 警部補派出所1、巡査派出所54

  - 5月26日 - 長崎水上警察署が長崎市警察署に移管される。
- 1951年（昭和26年）1月4日 - 長崎市警察音楽隊を創設。隊長以下37名で吹奏楽隊を編成。
- 1952年（昭和27年）8月20日 - 従来の1市1署（長崎市警察署）から1局（長崎市警察局）2署（長崎警察署・稲佐警察署）に機構を改める。
- 1953年（昭和28年）
  - 1月1日 - 長崎市警察局、初めて自動交通信号機を春雨通り（浜町）十字路に設置。
  - 4月1日 - 大波止十字路にも交通信号機を設置。
- 1954年（昭和29年）
  - 6月30日 - 長崎市警察廃庁式が執り行われる。
  - 7月1日 - 警察法の全面改正が行われる（現警察法施行）。
    - 国家地方警察長崎県本部と県内の自治体警察が廃止、長崎県警察が発足。7自治体警察署と17地区警察署を統合し、県内に27警察署が配置される。
    - 長崎市には「長崎警察署」、大浦警察署（旧梅香崎警察署）、稲佐警察署、浦上警察署の4署が設置される。
- 1963年（昭和38年）
  - 12月1日 - 長崎警察署で機動捜査班が発足。
  - 12月6日 - 愛宕団地に巡査派出所を開設。
- 1966年（昭和41年）4月1日 - 外勤課を新設。
- 1968年（昭和43年）9月3日 - 長崎警察署、桶屋町に新庁舎が完成し、落成式を挙行。
  - 鉄筋コンクリート造地下1階、地上5階建て
  - 旧長崎警察署（江戸町）の地下倉庫から1945年（昭和20年）8月9日（長崎原爆の日）の空襲死体検視名簿4冊が発見。約1万柱の氏名が記載されていた。
- 1970年（昭和45年）
  - 7月21日 - 過密・過疎対策の一環として、県内で駐在所・派出所の統廃合が実施。（小江原団地に派出所を開設）
  - 9月2日 - 観光通りと鍛冶屋町通りで、自動車乗り入れを禁止し、歩行者天国を初めて実施。
    - 期間: 9月2日～4日までの2日間
    - 時間帯: 午前8時～10時までの2時間と午後5時～7時までの2時間、計4時間。
- 1974年（昭和49年）4月10日 - 長崎警察署、佐世保警察署の2署で九州では初めてのヤングテレホン制度を実施。
- 1976年（昭和51年）10月1日 - 東長崎警察署（長崎市田中町、署員109名）の新設により、東長崎地区を移管。
  - 東長崎警察署は東長崎地区、西彼杵郡（現諫早市）多良見町、北高来郡（現 諫早市）飯盛町を管轄とした。
- 2005年（平成17年）4月1日 - 東長崎警察署を廃止の上、統合。東長崎地区も管轄となる[4]。
  - 東長崎警察署が管轄していた諫早市（旧西彼杵郡）多良見町地区に関しては、諫早警察署に移管。
- 2006年（平成18年）- 県全体で交番、駐在所の統廃合を開始。長崎警察署では7交番と3駐在所、計10カ所を廃止。
- 2008年（平成20年）- 1交番を廃止し、結果として長崎警察署の交番数は18から10に、駐在所数は3から0となる。

- 2020年（令和2年）
  - 2月4日 - 新庁舎落成式を挙行。

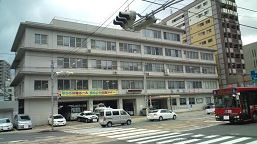
旧庁舎（桶屋町）

  - 3月6日 - 旧庁舎（長崎市桶屋町65番地（北緯32度45分00秒 東経129度52分49秒 / 北緯32.75000度 東経129.88028度））での業務を終了。
  - 3月7日 - 新・長崎警察署として長崎駅近くの長崎市尾上町に新築の新庁舎へ移転、業務を開始[1][5]。
  - 3月27日 - この日をもって、長崎警察署および矢上交番（旧東長崎警察署）内の免許窓口の業務が終了[6]。
  - 4月1日 - 稲佐警察署を統合。新庁舎に併設された長崎運転免許センターの業務が開始[7]。
    - 統合により、現在稲佐警察署の管轄であった飽の浦・淵・福田地区が管轄区域に加わる。なお小江原・手熊・式見地区は浦上警察署に移管される。
    - 長崎運転免許センターでは、免許の即日交付が行われる他、休日（第2日曜日、第4日曜日）に窓口が開設される[7]。

## 内部組織[8]
- 警務課
  - 警務係
- 留置管理課
  - 留置係
  - 看守第一係
  - 看守第二係
  - 看守第三係
- 会計課
  - 会計係
- 生活安全課
  - 生活安全第一係
  - 生活安全第二係
  - 生活安全捜査係
- 地域課
  - 企画指導係
  - 地域第一係
  - 地域第二係
  - 地域第三係
- 捜査支援課
  - 捜査支援係
- 刑事第一課
  - 庶務係
  - 強行犯係
  - 盗犯係
  - 鑑識係
- 刑事第ニ課
  - 庶務係
  - 知能犯係
  - 組織犯罪対策係
- 交通課
  - 交通総務係
  - 交通指導係
  - 交通捜査係
  - 交通特命捜査係
  - 交通規制係
- 警備課
  - 警備第一係
  - 警備第二係
  - 警備第三係
- 外事課
  - 外事第一係
  - 外事第二係
  - 外事第三係

## 交番
13カ所
中心部
- 丸山町交番（まるやままち、長崎市丸山町1番37号）
- 長崎駅前交番（長崎市尾上町2番7号）
- 立山交番（たてやま、長崎市立山1丁目1番14号）
- 中川交番（なかがわ、長崎市中川1丁目11番25号）
- 田上交番（たがみ、長崎市桜木町6番45号）
- 元船町交番（もとふなまち、長崎市元船町17番1号）
- 西山交番（にしやま、長崎市西山2丁目7番2号）

東部（旧・東長崎警察署管轄地区）
- 矢上交番（やがみ、長崎市田中町835番地）---旧矢上町交番、2005年名称変更、旧東長崎警察署に移転。
- 橘交番（たちばな、長崎市かき道3丁目6番1号）---旧矢上団地交番、2006年名称変更。
- 古賀町交番（こがまち、長崎市古賀町894番地5）

西部（旧・稲佐警察署管轄地区）
- 飽の浦交番（あくのうら、長崎市入船町1番10号）
- 淵交番（ふち、長崎市淵町3番23号）
- 福田交番（ふくだ、長崎市大浜町1605番地3）

## 警備派出所
- 長崎水上警備派出所（長崎市元船町）

## 警備艇
- でじま （21.00t）

## 廃止された交番・駐在所
（　）は読み、所在地だった場所。---は廃止後に所管区が移された交番・駐在所を表す。
- 2006年（平成18年）
  - 湊公園交番（みなとこうえん、長崎市新地町7番10号）---丸山町交番
  - 浜町交番（はまのまち、長崎市浜町7番10号）---同上
  - 宝町交番（たからまち、長崎市宝町10番12号）---長崎駅前交番
  - 中島川公園交番（なかしまがわ、長崎市魚の町9番1号）---立山交番
  - 新大工町交番（しんだいくまち、長崎市新大工町1番16号）---同上
  - 愛宕交番（あたご、長崎市愛宕2丁目10番25号）---田上交番
  - 茂木町警察官駐在所（もぎまち、長崎市茂木町76番地6）---同上
  - 中央橋交番（ちゅうおうばし、長崎市江戸町10番6号）---元船町交番
  - 浜平町警察官駐在所 （はまひらまち、長崎市浜平1丁目17番1号）---西山交番
  - 戸石町警察官駐在所（といしまち、長崎市戸石町678番地12）---橘交番
- 2008年（平成20年）
  - 日見交番（ひみ、長崎市界2丁目1番21号）---矢上交番